# Cryptochia shasta
Cryptochia shasta är en nattsländeart som beskrevs av Donald G. Denning 1975. Cryptochia shasta ingår i släktet Cryptochia och familjen husmasknattsländor. Inga underarter finns listade i Catalogue of Life.